# میلدورا
میلدورا (به انگلیسی: Mildura) یک شهر در استرالیا است که در ایالت ویکتوریا واقع شده‌است. این شهر در نزدیکی ملبورن قرار دارد و جمعیت آن ۳۱ هزار نفر است.